# Luca Turilli
Luca Turilli, född 5 mars 1972 i Trieste, Italien, är gitarrist och låtskrivare, mest känd som före detta gitarrist power metal-bandet Rhapsody of Fire. Han spelade även i Luca Turilli's Dreamquest samt soloprojektet Luca Turilli. Idag är han aktuell med sitt nya projekt Luca Turilli's Rhapsody.

## Diskografi

### Med Rhapsody of Fire
- 1997 – Legendary Tales
- 1998 – Symphony of Enchanted Lands
- 2000 – Dawn of Victory
- 2002 – Power of the Dragonflame
- 2004 – Symphony of Enchanted Lands II: The Dark Secret
- 2004 – Tales from the Emerald Sword Saga
- 2006 – Triumph or Agony
- 2008 – Twilight symphony
- 2010 – The Frozen Tears Of Angels
- 2011 – From Chaos to Eternity

### Med Luca Turilli's Dreamquest
- 2006 – Lost Horizons

### Med Luca Turilli
- 1999 – King of the Nordic Twilight
- 2002 – Prophet of the Last Eclipse
- 2006 – The Infinite Wonders of Creation

### Med Luca Turilli's Rhapsody
- 2012 – Ascending to Infinity
- 2015 – Prometheus, Symphonia Ignis Divinus